# Шалькендорф
Шалькендо́рф (фр. Schalkendorf) — коммуна на северо-востоке Франции в регионе Гранд-Эст (бывший Эльзас — Шампань — Арденны — Лотарингия), департамент Нижний Рейн, округ Саверн, кантон Буксвиллер.
Площадь коммуны — 5,21 км², население — 302 человека (2006) с тенденцией к росту: 318 человек (2013), плотность населения — 61,0 чел/км².

## Население
Население коммуны в 2011 году составляло 317 человек, в 2012 году — 317 человек, а в 2013-м — 318 человек.
| 1962 | 1968 | 1975 | 1982 | 1990 | 1999 | 2006 | 2008 | 2011 | 2012 | 2013 |
| ---- | ---- | ---- | ---- | ---- | ---- | ---- | ---- | ---- | ---- | ---- |
| 259  | 257  | 257  | 251  | 260  | 282  | 302  | 308  | 317  | 317  | 318  |

Динамика населения:

## Экономика
В 2010 году из 199 человек трудоспособного возраста (от 15 до 64 лет) 158 были экономически активными, 41 — неактивными (показатель активности 79,4 %, в 1999 году — 69,2 %). Из 158 активных трудоспособных жителей работали 145 человек (80 мужчин и 65 женщин), 13 числились безработными (четверо мужчин и 9 женщин). Среди 41 трудоспособных неактивных граждан 8 были учениками либо студентами, 22 — пенсионерами, а ещё 11 — были неактивны в силу других причин.

## Достопримечательности (фотогалерея)

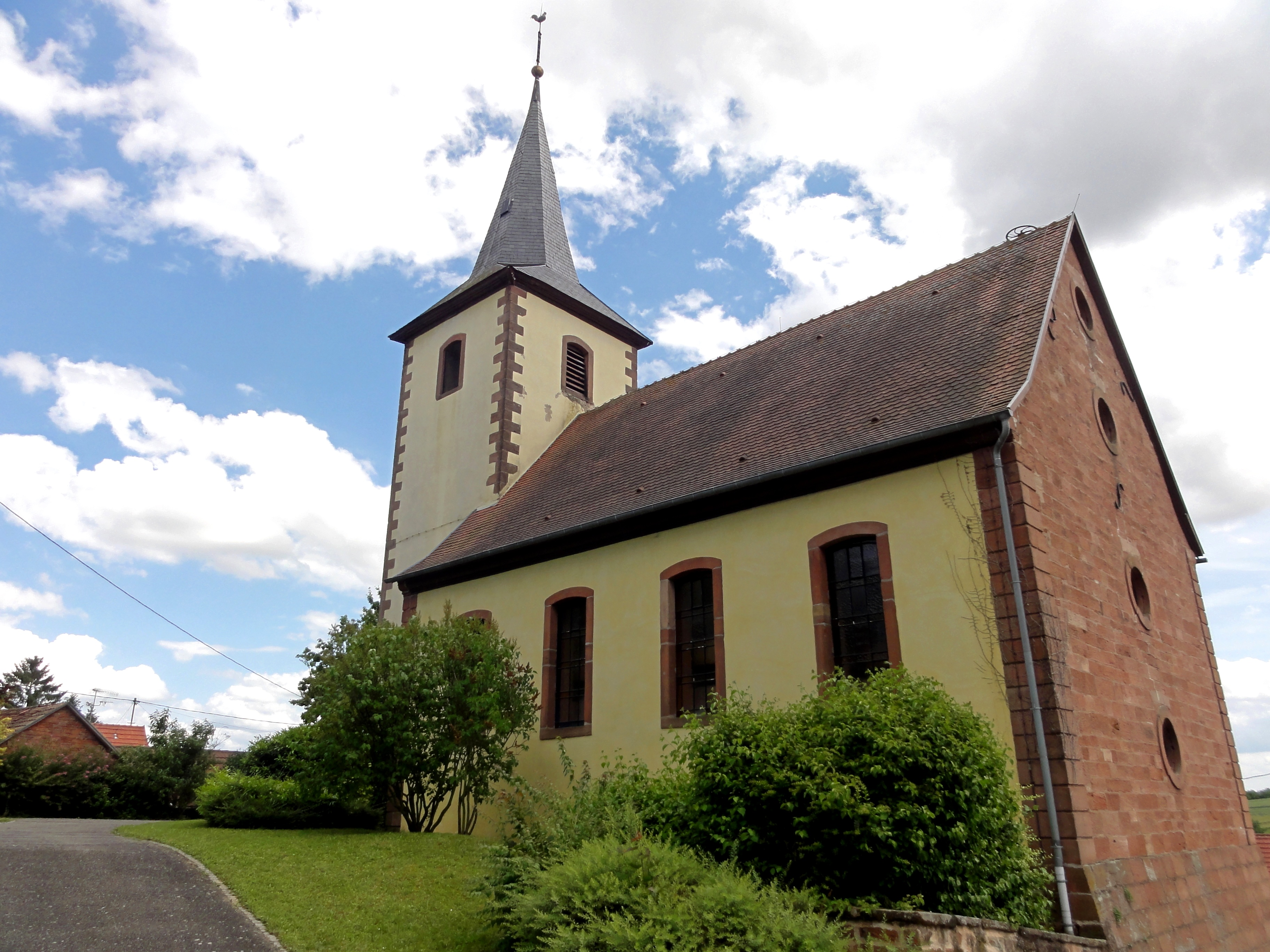
Протестантская церковь (1774)